# 奥赖利号护航驱逐舰
奥赖利号护航驱逐舰（英語：USS O'Reilly，舷号：DE-330），是美国海军于第二次世界大战期间建造的一艘埃德索尔级护航驱逐舰，其舰名取自在萨沃岛海战中阵亡的阿斯托利亚号重巡洋舰军官爱德华·约瑟夫·奥赖利（Edward Joseph O'Reilly）上尉。
该舰由上尉的母亲冠名，于1943年7月29日在德克萨斯州奥兰治联合钢铁厂铺设龙骨，随后于11月14日下水。12月28日，奥赖利号正式服役，交由威廉·C·F·罗巴兹（William C. F. Robards）少校指挥。

## 设计与装备
埃德索尔级护航驱逐舰的设计与巴克利级护航驱逐舰类似，均采用长船体并建有较高的舰桥。该级护航驱逐舰配备3英寸（76毫米）50倍径单装主炮，后续曾计划更换为5英寸（127毫米）38倍径主炮，但最终没有实际执行。该级护航驱逐舰由4台费尔班克斯-莫尔斯38D8-1/8-10内燃机提供动力，总功率最高可达6000匹马力，最高航速21节。其燃料舱可携带312吨重油，在12节航速下航程可达11000海里。此外，该级舰船还配备有较完善的侦查搜索系统，包括SL或SU水面雷达、SA对空雷达、QC声呐系统以及用于监听潜艇无线电的HF/DF天线。

## 服役历史
服役后的奥赖利号首先在奥兰治和加尔维斯顿海域测试，随后于1944年1月18日离港前往百慕大进行试航调整。返回美国后，她首先前往查尔斯顿进行为期10天的检修，随后启程前往关塔那摩湾、阿鲁巴岛和库拉索等地执行任务。
3月9日，奥赖利号护送一批船团由库拉索出发前往地中海，她们先后驻留直布罗陀和多个北非港口，最终于25日驶抵阿尔及尔。之后一段时间，奥赖利号又执行了3次跨大西洋护航任务，9月初，她进入布鲁克林造船厂接受维护和检修，船员们得以短暂休整。9月20日，奥赖利号被调往北大西洋航线继续执行护航任务，她先后护送5批船团前往英国，期间队内船只无一损失。11月18日，奥赖利号在前往普利茅斯的途中对1艘潜艇发动了攻击但没能取得战果。
1945年4月，奥赖利号被调往太平洋战区服役，5月24日，她离开纽约，先后途经巴拿马运河和圣迭戈，最终于6月下旬抵达珍珠港，她随后参加了为期5周的训练。8月1日，奥赖利号启程向西航行，她先后停留埃内韦塔克环礁和多个岛屿，最终驶抵莱特湾休整。几周后，她再次出发，前往冲绳、上海、台湾等地执行任务。10月23日，奥赖利号在中城湾触礁，一侧螺旋桨严重受损，她被迫停留当地等待维修。12月2日，奥赖利号启程返航美国本土，随后于22日顺利抵达加利福尼亚州。1946年1月16日，她离港前往纽约，开始为退役做准备。
1946年6月15日，奥赖利号在格林科夫斯普林斯退役并加入美国海军预备舰队。1961年，她被转移至奥兰治封存。1971年1月15日，奥赖利号自美国海军除籍，随后于次年4月10日被出售拆解。

## 荣誉
奥赖利号服役期间所获荣誉如下：
|  |  |  |
|  |  |  |

| 美国战役奖章 |                        |                        |
| 亚太战役奖章 | 欧洲-非洲-中东战役奖章 | 第二次世界大战胜利奖章 |

## 历任舰长
| 姓名       | 译名            | 军衔             | 所属军种       | 任职时间             |
| ---------- | --------------- | ---------------- | -------------- | -------------------- |
|            | 威廉·C·F·罗巴兹 | 少校             | 美国海军       | 1943年12月28日       |
|            | 唐纳德·R·沙乌勒 | 上尉（升任少校） | 美国海军预备役 | 1944年9月18日        |
|            | E·R·戴维斯      | 少尉             | 美国海军预备役 | 1946年-1946年6月15日 |
| 参考文献： |                 |                  |                |                      |